# Sulyok Tamás (karmester)
| Kattints az alábbi külső linkek egyikére! | Kattints az alábbi külső linkek egyikére! |
| ----------------------------------------- | ----------------------------------------- |
| Nem található szabad kép.(?)              |                                           |
| külső link · jogvédett                    | Sulyok Tamás                              |

Sulyok Tamás (Budapest, 1930. május 19. – Németország, 2020. február 4.) karmester, tanár.

## Életpályája
Sulyok Tamás édesapja Schulek Béla Jenő (Orosháza, 1892. január 21. – Budapest, 1971. november 26.), édesanyja Kozmai Kún Ilona (Budapest, 1900. január 12. – Budapest, Farkasréti temető, 1966. május 11.), házasságot 1921-ben kötöttek. Sulyok Tamás felesége Bende Helga (Budapest, 1932. május 17. –), Budapesten házasodtak össze 1954-ben, egy leányuk született Sulyok Márta (1957–).
1954 és 1958 között a debreceni Csokonai Színház karigazgatója és karmestere volt, ahol többek között a Márta, avagy a richmondi vásárt, a Pillangókisasszonyt és A cigánybárót vezényelte.
A Csokonai Színházat követően a győri Kisfaludy Színház zenei vezetője volt 1958 és 1959 között, majd 1961-ig a Miskolci Szimfonikus Zenekar vezető karmestereként működött.
Sulyok 1961-től 1971-ig az Országos Filharmónia karmestere és a Magyar Állami Hangversenyzenekar igazgatója volt. Ezután, 1971 és 1984 között az Internationale Musiktage Konstanz művészeti vezetője és a Südwestdeutsche Philharmonie főzeneigazgatója volt.

## Kapcsolódó irodalom
- Brockhaus-Riemann zenei lexikon. Szerk. Dahlhaus, Carl és Eggenbrecht, Hans Heinrich. A magyar kiadás szerk. Boronkay Antal. Bp., Zeneműkiadó, 1983-1985
- Ki kicsoda a magyar zeneéletben? Szerk. Székely András. Bp., Zeneműkiadó, 1979, 1988
- Papageno: Elhunyt Sulyok Tamás karmester. 2020. február 20.[1]
- Elhunyt Sulyok Tamás karmester. Magyar Nemzet. 2020. augusztus 18.[2]